# Sexykiller, morirás por ella
Sexykiller, morirás por ella es una película española dirigida por Miguel Martí en el año 2008.

## Argumento
Empieza el curso en una de las universidades de medicina más prestigiosas del país y lo hace con un psicópata sembrando de cadáveres el campus. La policía no parece tener pistas ni, por supuesto, sospechan de Bárbara (Macarena Gómez), una auténtica fashion victim cuya única preocupación parecen ser las revistas de moda. Lo que pocos saben es que Bárbara descarga sus frustraciones asesinando a sus compañeros de muchas y macabras maneras. ¿Qué pasará cuando el amor se cruce en el camino de esta "sexykiller"?

## Críticas
Sexykiller no ha recibido críticas favorables:
«Gore salchichero. (...) pasada de la raya y con un tono rosa anaranjado que da más grima que otra cosa. (...) aire de pastiche barato, de historia un tanto improvisada (...) Puntuación: * (sobre 5).» (José Manuel Cuéllar: Diario ABC)
«Nunca acaba de constituirse en lo que se pretende: un tótum revolútum donde igual cabe el universo del primer Sam Raimi que el del cine juvenil hollywoodiense. (...) el guion siempre parece por encima de la más bien tosca puesta en escena.» (Javier Ocaña: Diario El País)
«Parodiando la parodia. (...) Película de listillos autoconvencidos de su ingenio y su buen humor, (...) resultona Macarena Gómez, paradójicamente convincente.» (Alberto Bermejo: Diario El Mundo)
La web Film Affinity tiene como media para esta película poco más de un cinco.

## Taquilla
Al igual que Santos, Sexykiller fue un fiasco, se estrenó en bastantes salas y en su primera semana se situó en el décimo puesto.